# Корнев, Пётр Георгиевич
Пётр Георгиевич Корнев (1883—1974) — советский хирург, фтизиатр, академик АМН СССР.

## Биография
Родился в семье учителя. После окончания медицинского факультета Московского университета, с 1908 года работал в клинике факультетской хирургии Петербургского женского медицинского института. В 1919 году защитил диссертацию на звание доктора медицины по теме «Свободная пересадка фасций». Стажировался в Берлине в хирургической клинике Августа Бира.
В 1919 году, по его инициативе, решением Петроградского губернского здравотдела была открыта санаторно-хирургическая клиническая больница для больных туберкулезом костей и суставов, П. Г. Корнев назначен главным врачом больницы. В сентябре 1930 года, распоряжением Ленинградского областного здравотдела, клиническая больница была реорганизована в Ленинградский научно-практический институт хирургического туберкулеза и костно-суставных заболеваний, который возглавил Пётр Георгиевич. В годы блокады Ленинграда институт под руководством Корнева продолжал работу, в нём были развернуты койки для раненых и больных костно-суставным туберкулезом жителей Ленинграда. Одновременно П. Г. Корнев работал хирургом-консультантом ряда военных госпиталей Ленинграда. В 1943 году издал монографию «Лечение огнестрельных ранений конечностей», в 1945 году — «Вопросы раневого остеомиелита».
в 1939—1966 годах одновременно руководил кафедрой хирургического туберкулёза Ленинградского института усовершенствования врачей.
В 1951 году издал монографию «Костно-суставной туберкулез», за которую был удостоен Сталинской премии I степени в 1952 году.
Известен как разработчик концепции комбинированного консервативно-хирургического лечения костно-суставного туберкулеза. Избирался Почётным членом Всесоюзного общества фтизиатров и Всесоюзного общества хирургов, действительным членом Международного противотуберкулёзного союза и Международной ассоциации хирургов.
Похоронен в Санкт-Петербурге на Богословском кладбище.

## Основные научные труды
Является автором свыше 200 научных работ, в том числе 3 монографий, посвящённых патогенезу, клинике, диагностике и лечению костно-суставного туберкулеза.
- Костно-суставной туберкулез. Основы патологии, диагностики и лечения, 2 изд. — М., 1953
- Клиника и лечение костно-суставного туберкулёза. — М., 1959
- Хирургия костно-суставного туберкулёза. — Л., 1964